# Anthyllis ramburii
Anthyllis ramburii är en ärtväxtart som beskrevs av Pierre Edmond Boissier. Anthyllis ramburii ingår i släktet getväpplingar, och familjen ärtväxter. Inga underarter finns listade i Catalogue of Life.